# 查查科馬尼山

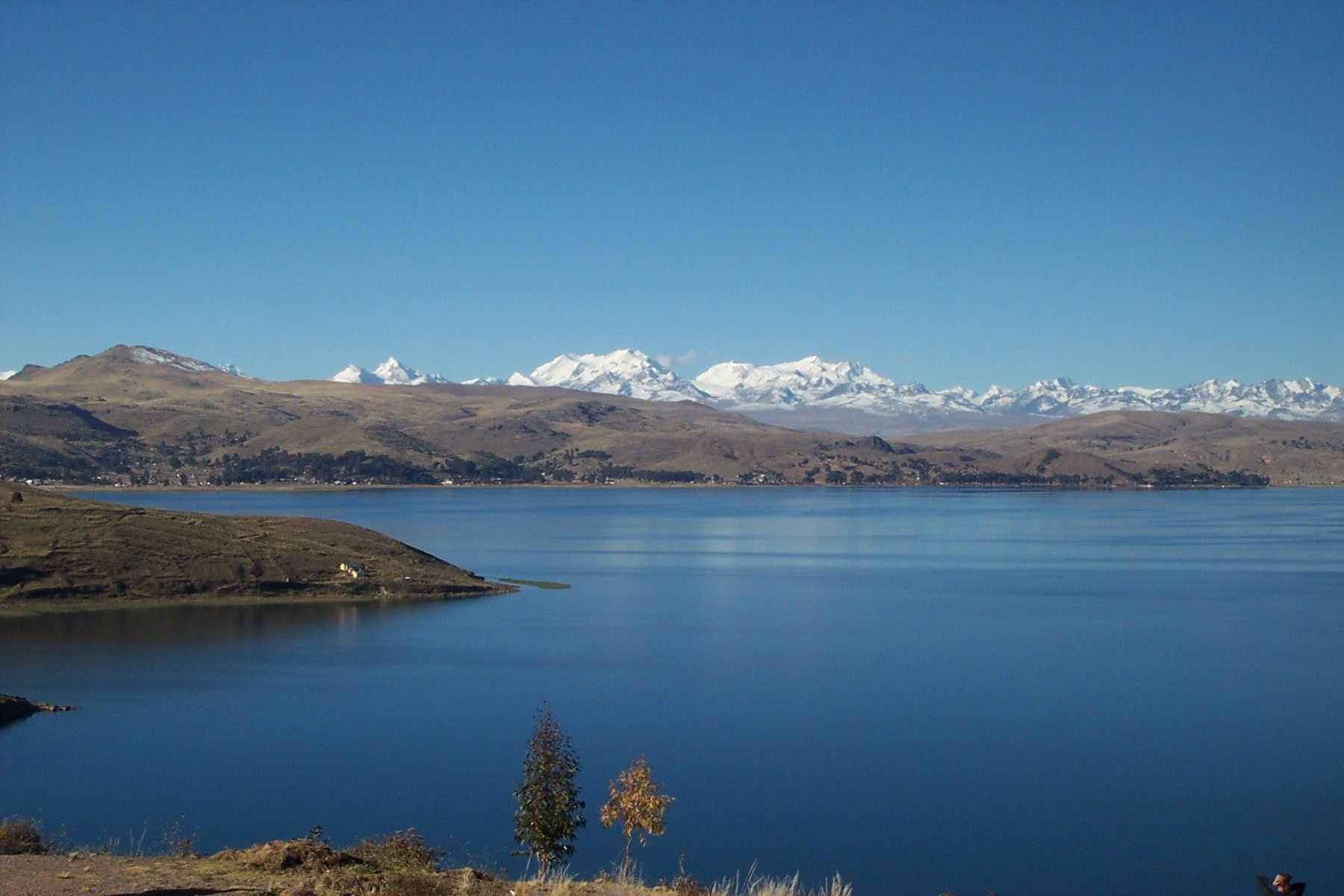

15°59′14″S 68°22′59″W / 15.98722°S 68.38306°W
查查科馬尼山（西班牙語：Chachacomani），是玻利維亞的山峰，位於該國西部拉巴斯省，屬於安第斯山脈中玻利維亞瑞阿爾山脈的一部分，海拔高度6,074米。